# Framestore
Framestore é uma empresa britânica de animação e efeitos especiais com sede em Chancery Lane, em Londres. Formada em 1986, adquiriu (e posteriormente se fundiu com) a Computer Film Company (CFC) em 1997.
Ela trabalha em filmes e televisão, comerciais e projetos imersivos, incluindo experiências de RV, sinalização digital e atrações em parques temáticos. A Framestore emprega cerca de 2.500 funcionários - 1.000 em Londres e 1.500 em escritórios em Chicago, Nova York, Los Angeles, Montreal, Mumbai e Pequim.
Em sua atual formação, a Framestore oferece efeitos especiais para filmes, televisão, publicidade, jogos de console e online, aplicativos de internet e telefone celular, e é a maior empresa de pós-produção da Europa. 
A Framestore é reconhecida internacionalmente pela excelência em efeitos visuais (VFX), tendo participado da produção de filmes premiados como Gravity (2013), que lhe rendeu o Oscar de Melhores Efeitos Visuais, além de outros sucessos como Guardians of the Galaxy, Paddington, Doctor Strange e Fantastic Beasts. A empresa também tem investido fortemente em tecnologias emergentes, como realidade aumentada (AR), realidade virtual (VR) e inteligência artificial aplicada à narrativa imersiva. 
Seus laboratórios de inovação desenvolvem experiências interativas para marcas globais como Google, Nike e Coca-Cola. Além disso, a FrameStore colabora com estúdios de jogos e plataformas de streaming, atuando em todas as etapas da pós-produção, desde pré-visualização (previs) até composição final e color grading. Essa diversificação tornou a empresa uma referência global em narrativa visual de ponta.
Com quase quatro décadas de atuação, aempresa tem desempenhado um papel central na evolução dos efeitos visuais, sendo pioneira no uso de ferramentas proprietárias e workflows personalizados para entregar imagens hiper-realistas e experiências sensoriais complexas. 
Seu compromisso com a excelência técnica também se reflete em colaborações com diretores renomados, como Alfonso Cuarón, Christopher Nolan e David Yates. A capacidade da Framestore de integrar storytelling com tecnologia de ponta faz dela uma parceira estratégica em campanhas publicitárias, atrações temáticas e grandes franquias do cinema contemporâneo.

## História

### Fundação
A Framestore foi fundada em 1986 pelo marido e (então) esposa William Sargent e Sharon Reed, juntamente com três amigos. Tim Webber ingressou na Framestore em 1988 e liderou o avanço da empresa no cinema digital e na televisão, desenvolvendo os sistemas de câmera virtual e motion rig da Framestore. Em 1992, Mike Milne iniciou o departamento de CGI, adicionando animação digital às instalações da empresa. O trabalho da empresa cobriu imagens premiadas em comerciais, vídeos musicais, gráficos de televisão e drama de televisão. Em 1994, sua divisão de efeitos visuais para filmes foi criada.

### Fusão com CFC
Em 1997, a Framestore adquiriu a Computer Film Company, que foi uma das primeiras empresas de efeitos especiais de filmes do Reino Unido, desenvolvendo tecnologia para digitalização, composição e produção digitais. O CFC foi fundado em Londres em 1984 por Mike Boudry, Wolfgang Lempp (agora CTO da Filmlight) e Neil Harris (Lightworks). O primeiro filme do CFC foi The Fruit Machine, em 1988, que utilizou as primeiras técnicas de transformação.
Em 2004, a Framestore abriu seu primeiro escritório satélite na cidade de Nova York, com foco em publicidade. Isto foi seguido por outro escritório na Islândia em 2008, que desde então foi fechado e reaberto como uma empresa VFX local, RVX. Em 2013, a Framestore abriu um escritório em Montreal, seguido por outro em Los Angeles no mesmo ano.   Em 2014, abriu um parceiro de produção.
Os primeiros projetos da empresa incluem a entrega de seu primeiro longa-metragem de animação, The Tale of Despereaux, com a Universal; a conclusão do primeiro intermediário digital da Europa para o filme A Fuga das Galinhas (2000), contribuição para cenas do filme Avatar (2009), e a conclusão como um projeto de produção de quatro longas-metragens britânicos que estrearam nos cinemas entre 2009 e 2010.

### Aquisição pela CIH
Em novembro de 2016, a Framestore concordou em permitir que a Cultural Investment Holdings Co, sediada em Xangai, adquirisse 75% da empresa por £112,50 milhões. A Framestore tem sua base principal em Londres, Soho, e escritórios adicionais em Nova York, Montreal e Los Angeles, empregando cerca de 1.400 funcionários. A empresa liderou projetos como Fantastic Beasts and Where to Find Them, A Bela e a Fera e Paddington 2. Em abril de 2017, o Framestore abriu um terceiro local nos EUA, em Chicago, Illinois.
A empresa também trabalhou no filme Darkest Hour (2017), dirigido por Joe Wright, trabalhando nas instalações de Framestore em Montreal para criar cenários historicamente precisos para 85 tomadas do filme, incluindo cenas de batalha.
A equipe criou cerca de 300 tomadas para o filme Blade Runner 2049 (2017), com a Framestore ganhando um prêmio de efeitos visuais especiais no British Academy Film Awards 2018. Eles também trabalharam em Black Mirror, criando adereços como a nave espacial no estilo dos anos 60 na estreia da quarta temporada.

## Prêmios
A Framestore recebeu dois prêmios do Oscar Científico ou Técnico e 14 Emmys no Primetime. Em 2008, Framestore ganhou seu primeiro Oscar de Melhores Efeitos Visuais pelo filme The Golden Compass; eles também ganharam o prêmio BAFTA por esse filme no mesmo ano. Framestore também foi indicado ao Oscar em 2009 (O Cavaleiro das Trevas) e novamente em 2010 (Harry Potter e as Relíquias da Morte - Parte 1).
Tim Webber foi o supervisor de VFX em Gravity (2013), e as técnicas envolvidas no filme realizado por Webber e a equipe Framestore levaram três anos para serem concluídas. A equipe ganhou o BAFTA Award de Melhores Efeitos Visuais Especiais no 67º British Academy Film Awards, e o Oscar de Melhores Efeitos Visuais no 86º Oscar.
A empresa então ganhou o Oscar e o BAFTA  de Melhores Efeitos Visuais em 2018 por seu trabalho em Blade Runner 2049. 
Em publicidade, a equipe também ganhou prêmios importantes, incluindo Cannes Lions.
A equipe de P&D da empresa se separou para criar a empresa de tecnologia Filmlight, que em 2010 recebeu quatro prêmios do Oscar Científico.
Framestore ganhou os 2020 BAFTA TV Artesanato Prêmios para especiais, Efeitos Visuais & Graphic por seu extenso trabalho na série da HBO/BBC His Dark Materials.

## Publicidade
O Framestore colaborou com empresas e agências de publicidade para criar personagens comerciais e também criou uma tentativa foto realística de Audrey Hepburn, gerada por computador, para um anúncio do chocolate Dove. Uma combinação de elementos incluindo dublês, captura de movimento, FACS e um programa de iluminação chamado Arnold foram usados para imitar a aparência da atriz 20 anos após sua morte. O anúncio chamou a atenção da imprensa tanto pela tecnologia de ponta utilizada quanto pelas implicações éticas de se usar a imagem de uma pessoa postumamente para fins comerciais. 

## Filmes

### Recente
- O Esquadrão Suicida (2021)
- 007 - Sem Tempo para Morrer (2021)
- Tom & Jerry (2021)
- Dolittle (2020)
- Energia do projeto (2020)
- Mulher Maravilha 1984 (2020)
- Mulan (2020)
- Lady and the Tramp (2019)
- Fast & Furious Presents: Hobbs & Shaw (2019)
- Pokémon: Detective Pikachu (2019)
- Avengers: Endgame (2019)
- Dumbo (2019)
- Spider-Man: Far From Home (2019)
- Alita: Battle Angel (2019)
- Mary Poppins Returns (2018)
- Fantastic Beasts: The Crimes of Grindelwald (2018)
- Mowgli: Legend of the Jungle (2018)
- Christopher Robin (2018)
- Avengers: Infinity War (2018)
- Paddington 2 (2017)
- Thor: Ragnarok (2017)
- Geostorm (2017)
- Blade Runner 2049 (2017)
- Kingsman: The Golden Circle (2017)
- Alien: Covenant (2017)
- Guardians of the Galaxy Vol. 2 (2017)
- Beauty and the Beast (2017)
- Fantastic Beasts and Where to Find Them (2016)
- Doctor Strange (2016)
- Pan (2015)
- The Martian (2015)
- Evereste (2015)
- Avengers: Age Of Ultron (2015)
- Paddington (2014)
- Dracula Untold (2014)
- Guardiões da Galáxia (2014)
- Edge of Tomorrow (2014)
- Gravity (2013)
- Wrath of the Titans (2012)
- Sherlock Holmes: A Game of Shadows (2011)
- War Horse (2011)
- Clash of the Titans (2010)
- Harry Brown (2009)
- Harry Potter and the Deathly Hallows – Part 1 (2010) and Part 2 (2011)
- Nanny McPhee and the Big Bang (2010)
- Prince of Persia: The Sands of Time (2010)
- Salt (2010)
- Sherlock Holmes (2009)
- The Chronicles of Narnia: The Voyage of the Dawn Treader (2010)

### Anteriores
- The Affair of the Necklace (2001)
- Australia (2008)
- Avatar (2009)
- The Beach (2000)
- Blade II (2002)
- The Bone Collector (1999)
- Casino Royale (2006)
- Cast Away (2000)
- Charlie and the Chocolate Factory (2005)
- Chicken Run (2000)
- Children of Men (2006)
- The Chronicles of Narnia: Prince Caspian (2008)
- Cold Mountain (2003)
- The Constant Gardener (2005)
- The Dark Knight (2008)
- Die Another Day (2002) - somente a abertura
- Dinotopia (2002)
- Doctor Who - somente a abertura
- Doom (2005)
- The End of the Affair (1999)
- Enduring Love (2004)
- Enemy at the Gates (2001)
- Eyes Wide Shut (1999)
- FairyTale: A True Story (1997)
- The 51st State (2001)
- G.I. Joe: The Rise of Cobra (2009)
- Goal (2006)
- The Golden Compass (2007)
- Dirty Pretty Things (2002)
- Harry Potter and the Chamber of Secrets (2002)
- Harry Potter and the Order of the Phoenix (2007)
- Harry Potter and the Prisoner of Azkaban (2004)
- Harry Potter and the Goblet of Fire (2005)
- The Jacket (2005)
- Layer Cake (2004)
- Love Actually (2003)
- Mamma Mia (2008)
- Mission: Impossible 2 (2000)
- The Mummy Returns (2001)
- Nanny McPhee (2004)
- Notting Hill (1999)
- Primeval (2007–11)
- Quantum of Solace (2008)
- The Queen (2006)
- Sahara (2005)
- Sea Monsters (2003)
- Sexy Beast (2000)
- Skyfall (2012)
- Sleepy Hollow (1999)
- Superman Returns (2006)
- The Tale of Despereaux (2008) - sob o nome Framestore Feature Animation
- Thunderbirds (2004)
- Triangle (2009)
- Troy (2004)
- Underdog (2007)
- Underworld (2003)
- V for Vendetta (2005)
- Walking with Beasts (2001)
- Walking with Dinosaurs (1999)
- Walking with Monsters (2005)
- Wanted (2008)
- What Lies Beneath (2000)
- Where the Wild Things Are (2009)
- X-Men: The Last Stand (2006)